# 동부지방산림청
동부지방산림청(東部地方山林廳)은 국유림의 효율적 관리, 국유임산자원의 보호·조성, 선진임업기술에 의한 국유림의 경영개선 및 국유림의 공익증진에 관한 사무를 관장하는 대한민국 산림청의 소속기관이다. 2006년 1월 1일 발족하였으며, 강원특별자치도 강릉시 종합운동장길 57-14에 위치하고 있다. 청장은 고위공무원단 나등급에 속하는 일반직공무원으로 보한다.

## 연혁
- 1950년 4월 8일: 농림부 소속으로 강릉영림서 설치.[2]
- 1952년 4월 1일: 소속기관으로 강릉·연곡·인구·교가·호산·장성·울진·녹전·정선·임계·평창·대화·진부·창촌관리소 및 가곡천·삼근·광원리작업소를 설치.[3]
- 1957년 1월 12일: 소속기관으로 주문진·양양·도계·평해관리소를 설치하고 연곡·인구관리소를 폐지.[4]
- 1963년 7월 29일: 소속기관으로 영월관리소 설치.[5]
- 1967년 1월 1일: 산림청 소속으로 변경.[6]
- 1967년 9월 1일: 소속기관으로 사복관리소 및 제1·제2관작사업소 및 강릉·평창양묘사업소를 설치하고 녹전관리소 및 가곡천·삼근·광원리작업소를 폐지. 창촌관리소를 서울영림서로, 영월·장성관리소를 안동영림서로 이관.[7]
- 1969년 2월 20일: 안동영림서로부터 장성관리소를 이관받음.[8]
- 1969년 9월 24일: 소속기관을 강릉·평창·정선·삼척관리소로 통합.[9]
- 1972년 7월 1일: 동부영림서로 개편.[10]
- 1987년 12월 30일: 강릉관리소 소속으로 강릉·주문진·현북·양양·고성출장소를, 평창관리소 소속으로 평창·대화·진부·대관령출장소를, 정선관리소 소속으로 정선·임계·사북출장소를, 삼척관리소 소속으로 도계·교가·호산·장성·황지출장소를 설치.[11]
- 1991년 5월 31일: 강릉영림소로 개편.[12] 소속기관을 강릉·평창·정선·삼척·양양관리소로 개편.[13]
- 1996년 1월 1일: 동부지방산림관리청으로 개편.[14] 강릉·평창·정선·삼척·양양관리소를 강릉·평창·정선·삼척·양양국유림관리소로 개편하고 소속기관으로 영월·태백국유림관리소 및 산림토목사업소를 설치.[15]
- 1999년 5월 24일: 강릉·양양국유림관리소를 연곡국유림관리소로 통합하고 춘양국유림관리소 및 산림토목사업소를 폐지.[16]
- 2001년 6월 20일: 연곡국유림관리소를 강릉국유림관리소로 개편.[17]
- 2006년 1월 1일: 동부지방산림청으로 개편.[18]

## 관할구역
- 강원특별자치도 강릉시·동해시·태백시·속초시·삼척시·영월군·평창군·정선군·고성군·양양군

## 조직

### 청장
- 산림재해안전과[19]
- 산림경영과[19]
- 기획운영팀[19][20]

### 소속기관
- 국유림관리소[21]

| 명칭             | 위치                                          | 관할구역                            |
| ---------------- | --------------------------------------------- | ----------------------------------- |
| 강릉국유림관리소 | 강원특별자치도 강릉시 연곡면 진고개로 2530-28 | 강원특별자치도 강릉시               |
| 양양국유림관리소 | 강원특별자치도 양양군 양양읍 송암길 13-48     | 강원특별자치도 속초시·고성군·양양군 |
| 평창국유림관리소 | 강원특별자치도 평창군 대화면 대화중앙2길 11-3 | 강원특별자치도 평창군               |
| 영월국유림관리소 | 강원특별자치도 영월군 영월로 1909-1           | 강원특별자치도 영월군               |
| 정선국유림관리소 | 강원특별자치도 정선군 정선읍 봉양5길 17       | 강원특별자치도 정선군               |
| 삼척국유림관리소 | 강원특별자치도 삼척시 근덕면 맹방해변로 13-1  | 강원특별자치도 삼척시·동해시        |
| 태백국유림관리소 | 강원특별자치도 태백시 번영로 293              | 강원특별자치도 태백시·삼척시 하장면 |